# Tapiola
Tapiola (Hagalund en sueco) es un distrito de la ciudad de Espoo, situada al oeste de Helsinki en la región de la costa sur de Finlandia. Tapiola es el tercer centro urbano de Espoo con mayor concentración poblacional, por detrás de Leppävaara y Espoonlahti. Su población es de 41.905 habitantes (31 de diciembre de 2006).

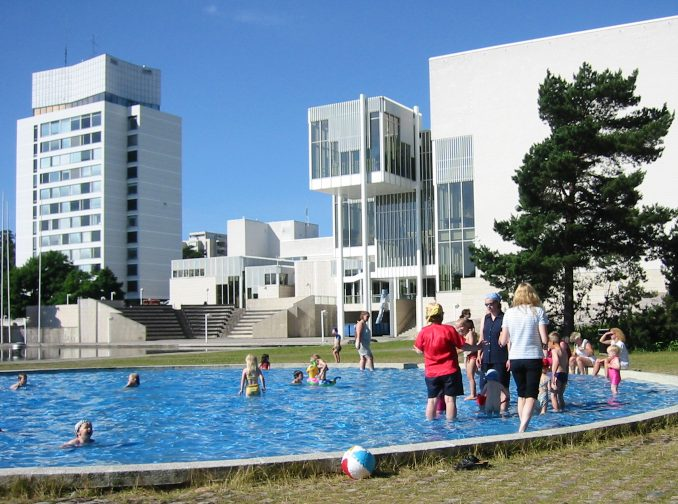
Centro de Tapiola en verano

El nombre Tapiola deriva de Tapio, que corresponde a la divinidad de los bosques en la mitología finlandesa, como está expresado en el Kalevala, la epopeya nacional de Finlandia.
Tapiola fue ampliado, desde el punto de vista urbanístico, en la década de 1960 y desde entonces recibió el nombre de «ciudad jardín». Es el lugar donde se encuentra ubicado el centro cultural de Espoo y el museo de arte moderno EMMA.